# آی‌ان‌اس سوکانیا (پی۵۰)
آی‌ان‌اس سوکانیا (پی۵۰) (به انگلیسی: INS Sukanya (P50)) یک کشتی است که طول آن ۱۰۱ متر می‌باشد. این کشتی در سال ۱۹۸۹ ساخته شد.